# Z-11 Bernd von Arnim
Z-11 «Бернд фон Арним» (нем. Z-11 «Bernd von Arnim» — немецкий эскадренный миноносец типа 1934A.
Назван в честь командира миноносца «G-42» капитан-лейтенанта Бернда Вальтера Генриха фон Арнима, погибшего в бою вместе со своим кораблём 21 апреля 1917 года. Миноносец «G-42» был потоплен в районе Дувра британскими лидерами «Броук» и «Свифт».
Заложен 26 апреля 1935 года на верфи фирмы «Germaniawerft» в Киле. Спущен на воду 8 июля 1936 года и 6 декабря 1938 года вступил в строй. После вступления в строй был приписан к 8 дивизиону эскадренных миноносцев Кригсмарине. По состоянию на сентябрь 1939 года бортовой № 81.

## История службы
С началом Второй мировой войны принимал участие в Польской кампании.
4 апреля 1939 года вошёл в состав 4-й флотилии эскадренных миноносцев кригсмарине(первого формирования).
С октября по ноябрь 1939 года действовал в Северном море и Балтийских проливах, участвовал в минно-заградительных операциях у восточного побережья Великобритании.
После этого до февраля 1940 года проходил ремонт.
В апреле участвовал в операции «Везеребюнг», входя в состав Нарвикской группы. 9 апреля 1940 года потопил двумя торпедами в гавани Нарвика норвежский броненосец береговой обороны «Норге».
10 апреля 1940 года участвовал в первом бою у Нарвика.
13 апреля участвовал во втором бою у Нарвика, взорван экипажем в Румбакс-фьорде 68°25′ с. ш. 17°54′ в. д..

## Командир корабля
| Имя и звание                  | Время службы                    |
| ----------------------------- | ------------------------------- |
| корветтен-капитан Курт Рехель | 6 декабря 1938 — 13 апреля 1940 |